# Stefan Weliczkow
Stefan Weliczkow (bułg. Стефан Величков, ur. 15 lutego 1949) – bułgarski piłkarz grający na pozycji obrońcy. W swojej karierze rozegrał 26 meczów w reprezentacji Bułgarii, w których strzelił 1 gola.

## Kariera klubowa
W swojej karierze piłkarskiej Weliczkow grał między innymi w klubie Etyr Wielkie Tyrnowo.

## Kariera reprezentacyjna
W reprezentacji Bułgarii Weliczkow zadebiutował 7 kwietnia 1971 roku w wygranym 1:0 towarzyskim meczu z Grecją. W 1974 roku został powołany do kadry na Mistrzostwa Świata w RFN. Na tym turnieju był podstawowym zawodnikiem i rozegrał trzy mecze: ze Szwecją (0:0), z Urugwajem (1:1) i z Holandią (1:4). Od 1971 do 1974 roku rozegrał w kadrze narodowej 26 meczów i strzelił w nich 1 gola.
| Mecze i gole w reprezentacji | Mecze i gole w reprezentacji | Mecze i gole w reprezentacji | Mecze i gole w reprezentacji | Mecze i gole w reprezentacji | Mecze i gole w reprezentacji | Mecze i gole w reprezentacji |
| #                            | Data                         | Stadion                      | Rywal                        | Wynik                        | Gol                          | Rozgrywki                    |
| 1971                         | 1971                         | 1971                         | 1971                         | 1971                         | 1971                         | 1971                         |
| ---------------------------- | ---------------------------- | ---------------------------- | ---------------------------- | ---------------------------- | ---------------------------- | ---------------------------- |
| 1.                           | 07.04.1971                   | Pireus, Grecja               | Grecja                       | 1:0                          | 0                            | towarzyski                   |
| 2.                           | 28.04.1971                   | Sofia, Bułgaria              | ZSRR                         | 1:1                          | 0                            | towarzyski                   |
| 3.                           | 05.05.1971                   | Sofia, Bułgaria              | Wielka Brytania              | 5:0                          | 0                            | kwal. IO 1972                |
| 4.                           | 19.05.1971                   | Sofia, Bułgaria              | Węgry                        | 3:0                          | 1                            | el. ME 1972                  |
| 5.                           | 09.06.1971                   | Oslo, Norwegia               | ZSRR                         | 4:1                          | 0                            | el. ME 1972                  |
| 6.                           | 07.09.1971                   | Monachium, RFN               | RFN                          | 1:3                          | 0                            | towarzyski                   |
| 7.                           | 25.09.1971                   | Budapeszt, Węgry             | Węgry                        | 0:2                          | 0                            | el. ME 1972                  |
| 8.                           | 27.10.1971                   | Bukareszt, Rumunia           | Rumunia                      | 1:1                          | 0                            | towarzyski                   |
| 9.                           | 10.11.1971                   | Nantes, Francja              | Francja                      | 1:2                          | 0                            | el. ME 1972                  |
| 10.                          | 17.11.1971                   | Sofia, Bułgaria              | Grecja                       | 2:2                          | 0                            | towarzyski                   |
| 11.                          | 24.11.1971                   | Sofia, Bułgaria              | Hiszpania                    | 8:3                          | 0                            | kwal. IO 1972                |
| 12.                          | 04.12.1971                   | Sofia, Bułgaria              | Francja                      | 2:1                          | 0                            | el. ME 1972                  |
| 1972                         |                              |                              |                              |                              |                              |                              |
| 13.                          | 29.03.1972                   | Sofia, Bułgaria              | ZSRR                         | 1:1                          | 0                            | towarzyski                   |
| 14.                          | 16.04.1972                   | Stara Zagora, Bułgaria       | Polska                       | 3:1                          | 0                            | kwal. IO 1972                |
| 15.                          | 07.05.1972                   | Warszawa, Polska             | Polska                       | 0:3                          | 0                            | kwal. IO 1972                |
| 1973                         |                              |                              |                              |                              |                              |                              |
| 16.                          | 28.01.1973                   | Lisi, Cypr                   | Cypr                         | 3:0                          | 0                            | towarzyski                   |
| 17.                          | 31.01.1973                   | Ateny, Grecja                | Grecja                       | 2:2                          | 0                            | towarzyski                   |
| 1974                         |                              |                              |                              |                              |                              |                              |
| 18.                          | 31.03.1974                   | Zalaegerszeg, Węgry          | Węgry                        | 1:3                          | 0                            | towarzyski                   |
| 19.                          | 13.04.1974                   | Płowdiw, Bułgaria            | Czechosłowacja               | 0:1                          | 0                            | towarzyski                   |
| 20.                          | 08.05.1974                   | Sofia, Bułgaria              | Turcja                       | 5:1                          | 0                            | Balkan Cup 1973/76           |
| 21.                          | 25.05.1974                   | Sofia, Bułgaria              | Korea Północna               | 6:1                          | 0                            | towarzyski                   |
| 22.                          | 01.06.1974                   | Sofia, Bułgaria              | Anglia                       | 0:1                          | 0                            | towarzyski                   |
| 23.                          | 15.06.1974                   | Düsseldorf, RFN              | Szwecja                      | 0:0                          | 0                            | el. MŚ 1974                  |
| 24.                          | 19.06.1974                   | Hanower, RFN                 | Urugwaj                      | 1:1                          | 0                            | el. MŚ 1974                  |
| 25.                          | 23.06.1974                   | Dortmund, RFN                | Holandia                     | 1:4                          | 0                            | el. MŚ 1974                  |
| 26.                          | 10.11.1974                   | Warna, Bułgaria              | Węgry                        | 0:0                          | 0                            | towarzyski                   |